# Boris Andrejewitsch Babotschkin

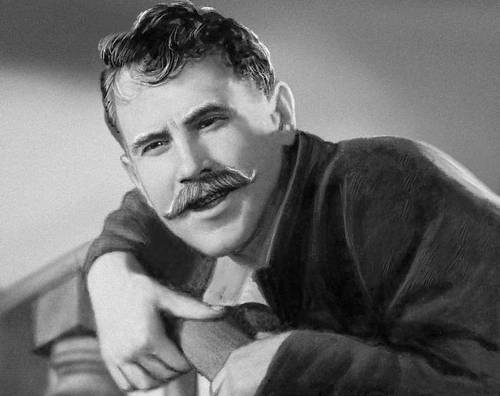
Boris Babotschkin

Boris Andrejewitsch Babotschkin (russisch Борис Андреевич Бабочкин; * 5. Januarjul. / 18. Januar 1904greg. in Saratow; † 21. Juli 1975 in Moskau) war ein sowjetischer Schauspieler und Theaterregisseur.

## Leben
Babotschkin kam als Sohn eines Kaufmanns und einer Lehrerin zur Welt. Er interessierte sich früh für das Theater und besuchte 1920 eine Schauspielschule in Saratow, die er jedoch schon kurze Zeit später verließ. Er zog nach Moskau, lernte einige Monate an der Schauspielschule von Michael Tschechow und ab 1921 an der Schule von Illarion Pewzow. Es folgten Auftritte an Theatern in Moskau und an Provinzbühnen unter anderem in Saratow und Samarqand. Im Jahr 1927 wurde er Ensemblemitglied am Leningrader Theater der Satire und spielte von 1931 bis 1935 am Leningrader Akademischen Schauspielhaus. Von 1935 bis 1940 wirkte Babotschkin als Regisseur, Schauspieler sowie in späteren Jahren künstlerischer Leiter des Leningrader Gorki-Theaters (ab 1992 Staatliches Akademisches Bolschoi-Theater). In der Spielzeit 1952/53 war Babotschkin Chefregisseur am Puschkin-Theater in Moskau und gehörte von 1955 bis zu seinem Tod 1975 zum Ensemble des Moskauer Maly-Theaters.
Im Jahr 1928 kam Babotschkin zum Film und gab sein Leinwanddebüt in Мятеж (Mjatesch). Seinen internationalen Durchbruch erlebte er 1934 als Titelheld des Films Tschapajew. In späten Jahren drehte er vorwiegend für das Fernsehen, wobei er mehrfach in Tschechow-Verfilmungen zu sehen war. Babotschkin starb 1975 und wurde auf dem Nowodewitschi-Friedhof beigesetzt.

## Filmografie (Auswahl)
- 1928: Meuterei (Mjatesch)
- 1934: Tschapajew
- 1936: Die Freundinnen (Podrugi)
- 1948: Der wahre Mensch (Powest o nastojaschtschem tscheloweke)
- 1950: Die große Kraft (Welikaja sila)
- 1955: Bewegte Jugend (Trewoschnaja molodost)
- 1959: Annuschka (Annuschka)
- 1967: Sommergäste (Datschniki)

## Auszeichnungen
- 1935: Volkskünstler der RSFSR
- 1939: Leninorden
- 1941: Stalinpreis (erste Stufe) für seine Darstellung in Tschapajew
- 1950: Orden des Roten Banners der Arbeit
- 1951: Stalinpreis (dritte Stufe) für seine Darstellung in Die große Kraft
- 1963: Volkskünstler der UdSSR
- 1967: Leninorden
- 1974: Held der sozialistischen Arbeit mit Verleihung des Leninordens
- 1977: Staatspreis der UdSSR (postum)